# Eurypanopeus
Eurypanopeus is een geslacht van kreeftachtigen uit de klasse van de Malacostraca (hogere kreeftachtigen).

## Soorten
- Eurypanopeus abbreviatus (Stimpson, 1860)
- Eurypanopeus ater Rathbun, 1930
- Eurypanopeus blanchardi (A. Milne-Edwards, 1881)
- Eurypanopeus canalensis Abele & Kim, 1989
- Eurypanopeus confragosus Rathbun, 1933
- Eurypanopeus crenatus (H. Milne Edwards, 1834)
- Eurypanopeus depressus (Smith, 1869)
- Eurypanopeus dissimilis (Benedict & Rathbun, 1891)
- Eurypanopeus hyperconvexus Garth, 1986
- Eurypanopeus ovatus (Benedict & Rathbun, 1891)
- Eurypanopeus planissimus (Stimpson, 1860)
- Eurypanopeus planus (Smith, 1869)
- Eurypanopeus transversus (Stimpson, 1860)
- Eurypanopeus turgidus (Rathbun, 1930)